# ژان میشل ژار
ژان میشل آندره ژار (فرانسوی: Jean-Michel André Jarre‎؛ تلفظ فرانسوی: [ʒɑ̃ miʃɛl ɑ̃dʁe ʒaʁ]؛ زادهٔ ۲۴ اوت ۱۹۴۸) موسیقی‌دان، آهنگساز و تهیه‌کنندهٔ موسیقی فرانسوی است. او یکی از پیشتازان موسیقی الکترونیک، عصر نو، امبینت و سینث‌پاپ به‌شمار می‌رود. همچنین کنسرت‌های وی به دلیل نورپردازی‌های حرفه‌ای، آتش‌بازی و نمایش‌های لیزری معروف هستند.
ژار نخستین موفقیت خود را توسط آلبوم اکسیژن در سال ۱۹۷۶ به دست آورد که بی شک از مهم‌ترین کارهای او به‌شمار می‌رود. او تاکنون بیش از ۸۰ میلیون آلبوم و تک‌آهنگ در سرتاسر دنیا فروخته‌است. همچنین اولین هنرمند غربی است که پس از فروپاشی رژیم کمونیستی در جمهوری خلق چین مجوز اجرای کنسرت را به دست آورد. وی چند رکورد جهانی کنسرت با بیشترین بیننده را به نام خود ثبت کرده‌است.
ژان میشل ژار، فرزند موریس ژار، آهنگساز مشهور فرانسوی است.

## زندگی‌نامه

### دوران اولیه زندگی، تحصیلات و تأثیرات
ژار در شهر لیون فرانسه به دنیا آمد. پدرش موریس ژار آهنگساز و مادرش، فرانس پژو، یک فعال سیاسی فرانسوی بود. والدینش هنگامی که او ۵ ساله بود از یکدیگر جدا شدند. موریس ژار به آمریکا رفت تا در هالیوود مشغول به کار شود و پس از آن مادرش مراقبت از او را به عهده گرفت. ژان میشل تا ۱۸ سالگی پدرش را ندید. پدربزرگ او، آندره ژار یک نوازنده ابوا، مهندس و مخترع بود که یک دستگاه میکس‌کننده اولیه موسیقی را نیز برای رادیو لیون ساخته بود. او یک ضبط‌کننده موسیقی را به نوه‌اش، ژان میشل هدیه داد. ژار در هشت سال اولیه زندگی‌اش، هر سال شش ماه را در خانه پدربزرگ و مادربزرگش زندگی می‌کرد. او از تماشا کردن اجرای نوازندگان خیابانی از پنجره خانه پدربزرگش در دوران کودکی به عنوان یکی از مشوقان شروع موسیقی خود یاد می‌کند.
وی سپس شروع به نواختن پیانو کرد. اکثر اوقات همراه مادرش به جاز کلاب‌هایی می‌رفت که در آن‌ها نوازندگان مشهور ساکسیفون و ترومپت هنرنمایی می‌کردند. ژار در این باره می‌گوید: «این اجراها مرا به این فکر انداخت که موسیقی می‌تواند بدون هیچ کلامی، توصیفی باشد.» همچنین او تحت تأثیر کارهای پیتر سولاژ، نقاش و مجسمه‌ساز برجسته فرانسوی نیز قرار گرفت. ژار می‌گوید: «می‌توان برای اولین بار در موسیقی، به وسیله صداها و فرکانس‌ها شبیه یک نقاش عمل کرد.»
در دوران جوانی او زندگی خود را از طریق نقاشی کردن اداره می‌کرد و تعدادی از کارهایش را نیز در نمایشگاه نقاشی لیون به نمایش درآورد. هم‌زمان با تحصیلش در مدرسه، مادر ژان میشل او را در کلاس‌های کانتو پوان، هارمونی ثبت نام کرد. در سال ۱۹۶۷ ژار نواختن گیتار را در یک گروه شروع کرد و تجربه میکس کردن صداهای سازهایی چون فلوت و گیتار الکتریک، را با استفاده از افکت‌ها و سایر صداها به دست آورد.
از سال ۱۹۶۹ تجربه کار با حلقه نوار، رادیو و سایر وسایل الکترونیکی را به دست آورد. در همان سال به گروه GRM پیوست و تحت راهنمایی‌های پیر شفر، پدر موسیقی کانکریت، تجربیات زیادی را به دست آورد. به عقیده شفر، موسیقی از نت‌ها ساخته نشده بلکه صداها هستند که موسیقی را می‌سازند. پس از آن با سینت سایزر موگ آشنا شد و در استودیو آهنگساز آلمانی، کارل هاینز اشتوکهاوزن، در کلن برای مدتی مشعول به کار شد.
ژار در آشپزخانه آپارتمانش در پاریس یک استودیوی کوچک ضبط موسیقی ایجاد کرد که در آن، دو صبط‌کننده Revox و دو سینت سایزر داشت.
ژار برای اولین بار در سال ۱۹۶۹، آهنگ ۵دقیقه‌ای «Happiness is a sad song» را ساخت. اما اولین آهنگی که به‌طور رسمی از او منتشر شد، «la Cage» در سال ۱۹۷۱ بود.

### دهه ۷۰ میلادی
در سال ۱۹۷۱، ژار به درخواست یک طراح رقص، یک موسیقی باله به نام AOR (در عبری به معنای نور) را در کاخ گارنیه اجرا کرد. او در کنار ساخت موسیقی برای باله، تئاتر، تبلیغات و برنامه‌های تلویزیونی، برای خوانندگانی چون پاتریک ژووه و کریستوف نیز آهنگسازی می‌کرد. در سال ۱۹۷۲، اولین آلبوم خود با نام deserted palace «کاخ متروکه» را منتشر نمود. در سال‌های ۱۹۷۳ و ۱۹۷۴ با چند خواننده دیگر همکاری کرده و کنسرت کریستوف را نیز کارگردانی نمود.
ژار شهرت جهانی خود را در سال ۱۹۷۶ به وسیله آلبوم اکسیژن به دست آورد. این آلبوم شامل شش ترک شماره‌گذاری شده‌است که با نام‌های اکسیژن یک، اکسیژن دو و … از یکدیگر متمایز می‌شوند. در ساخت این آهنگ‌ها به ملودی بیش از ریتم توجه شده‌است. ژار این آلبوم را همانند کارهای قبلی در استودیو خانگی‌اش که در آشپزخانه برپا شده بود و با بودجه ناچیزی ضبط کرد. تمامی اکوهای موجود در آهنگ‌ها توسط سینت سایزر وی سی اس ۳ ایجاد شده‌اند. ژار در این باره می‌گوید:
تمامی آن صداهای آسمانی در اکسیژن ۴ توسط وی سی اس ۳ ایجاد شده بود. این یکی از اولین سینت سایزرهای اروپایی است که در انگلیس توسط مردی به نام پیتر زینوویف ساخته شده بود. من یکی از اولین مدل‌های آن را خریدم که برای دریافتش مجبور شدم در سال ۱۹۶۷ به لندن سفر کنم؛ و هنوز هم بعد از چهل سال از همین سینت سایزر بر روی صحنه استفاده می‌کنم.— ژان میشل ژار
بسیاری از کمپانی‌های موسیقی، آلبوم ژار را برای انتشار قبول نمی‌کردند. تا اینکه بالاخره یک شرکت حاضر به انتشار و فروش اکسیژن گشت و ۵۰ هزار نسخه از آن را منتشر ساخت. تا آوریل ۱۹۷۷ اکسیژن حدود ۷۰ هزار نسخه در فرانسه فروخت. در همان زمان، ان شرکت به عنوان منتشرکننده اکسیژن طی مصاحبه‌ای با بیلبورد گفت:
ما میزان سرمایه زیادی روی ژار گذاشته‌ایم. او یک استثناء است و من مطمئنم تا سال ۱۹۸۰ تمامی دنیا او را خواهد شناخت.
اکسیژن از آن زمان تا به حال حدود ۱۲ میلیون نسخه فروخته‌است و پرفروش‌ترین آلبوم فرانسوی تا به امروز به‌شمار می‌رود. این آلبوم در جدول فروش بریتانیا به رتبه دوم، و در کانادا به رتبه ۶۵ رسید و در صد پرفروش آمریکا نیز قرار گرفت. این آلبوم حاوی آهنگ «اکسیژن ۴» شناخته شده‌ترین تک‌آهنگ ژار است. لاویچ آهنگساز ایرانی که سبک آهنگ‌هایش به ژان میشل ژار نزدیک است، نیز به زیبایی این موزیک (اکسیژن ۴) اشاره کرده‌است.

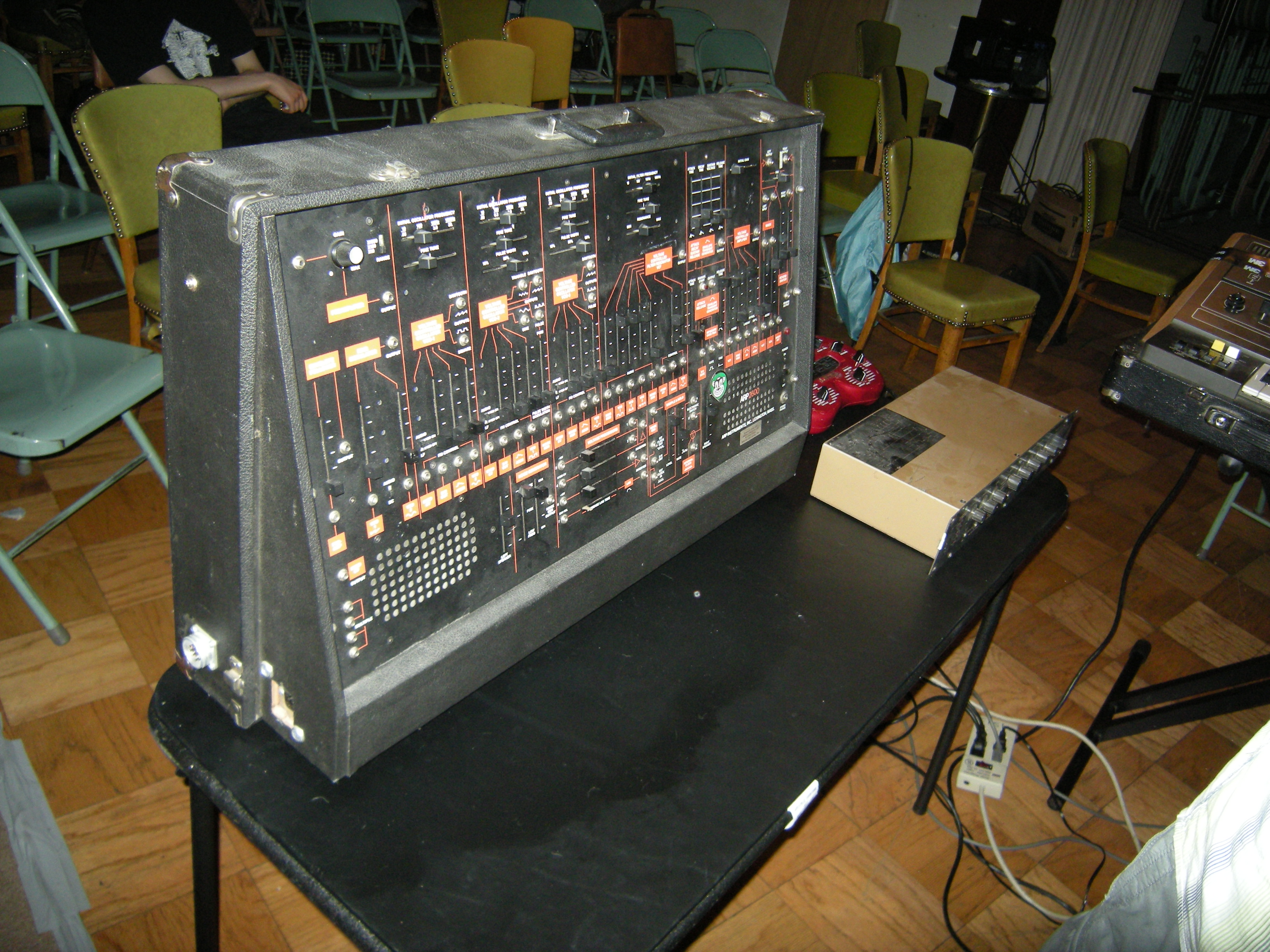
سینت سایزرARP2600 که در آلبوم اکینو و دیگر کارهای ژار استفاده شد.

آلبوم بعدی ژار Equinoxe (تلفظ: اکینو به معنای اعتدال بهاری) نام داشت و در سال ۱۹۷۹ منتشر شد. آهنگ‌های این آلبوم فضای کلاسیک بیشتری از اکسیژن دارند و تأکید زیادی روی ملودی آن‌ها شده‌است. ژار پس از انتشار این آلبوم، کنسرتی در فضای آزاد را در میدان کنکورد در روز باستیل ترتیب داد. این کنسرت رایگان، یک رکورد جهانی پربیننده‌ترین کنسرت را با بیش از یک میلیون تماشاگر بر جای گذاشت. همچنین ۱۰۰ میلیون نفر بیننده تلویزیونی این کنسرت بودند. با این که این کنسرت اولین اجرای ژار نبود، اما آتش بازی، نور پردازی‌ها و نمایش تصاویر مختلف مقدمه‌ای بر شکل اجراهای وی در سال‌های بعد بودند. این کنسرت همچنین شهرت وی را بیش از پیش افزایش داد و باعث شد در بین ۱۴ ژوئیه تا ۳۱ اوت همان سال، هشتصد هزار نسخه دیگر از آلبوم‌هایش را بفروشد. در همان سال بود که ژار با فرانسیس ریمبرت، موسیقی‌دان فرانسوی آشنا شود و زمینه برای همکاری‌های بعدی آن دو فراهم شد. این روزها ریمبرت به‌طور تمام وقت با ژار همکاری می‌کند.

### دهه ۸۰ میلادی
تا زمانی که آلبوم Magnetic Fields (میدان‌های مغناطیسی) در ۲۰ می ۱۹۸۱ منتشر شد، آلبوم‌های اکسیژن و اکینو بیش از ۶ میلیون نسخه در سرتاسر جهان به فروش رفته بودند. همچنین آلبوم Magnetic Fields در دو ماه اول بعد از انتشار، بیش از ۲۰۰ هزار نسخه در فرانسه به فروش رسید. اصوات تولید شده در آهنگ‌های این آلبوم توسط سینت سایزر دیجیتال Fairlight CMI تولید شده‌اند و این امکان را به ژار می‌دادند که پردازش صداها را راحت‌تر انجام دهد. ژان میشل ژار جزو نخستین کسانی است که از این سینت سایزر استفاده کرده و در موسیقی خود از آن بهره برده‌است.
انتشار این آلبوم با اولین تور خارجی ژار هم‌زمان گشت. در سال ۱۹۸۱، سفارت انگلستان در چین، آلبوم‌های اکسیژن و اکینو را به رادیو پکن داد؛ که آهنگ‌های این دو آلبوم به عنوان نخستین موسیقی خارجی که پس از دهه‌ها از رادیو ملی چین پخش می‌شد شناخته گشت. پس از این واقعه، ژار به این کشور دعوت شد تا چند کنسرت موسیقی در آن جا اجرا کند و اولین موسیقی دان غربی باشد که در چین کنسرت می‌دهد.
این برنامه‌ها قرار بود از ۲۱ اکتبر تا ۵ نوامبر برگزار شوند. اولین اجرا در پکن بود و بیشتر، مقامات رسمی در آن شرکت داشتند. قبل از شروع، کارشناسان متوجه شدند که برق کافی برای اجرای کنسرت فراهم نیست به همین دلیل مقامات چینی اجازه دادند که برق مناطق نزدیک به محل مراسم، قطع شود!
استادیوم محل برگزاری، در ابتدای شروع برنامه تقریباً پر بود اما در انتها تنها نزدیک به نیمی از جمعیت همچنان در آن‌جا حضور داشتند به این خاطر که اتوبوس‌های چین فقط تا ساعت ده شب، مسافران را انتقال می‌دادند. برای افزایش تماشاچی، ژار و همکارانش تعدادی از بلیت‌ها را خریداری کردند و در خیابان‌های چین بین کودکان پخش نمودند. (در ابتدا ژار می‌خواست که این کنسرت به‌طور رایگان باشد اما مقامات چینی برای هر بلیط ۰٫۲ یا ۰٫۵ پوند در نظر گرفتند) اما در کنسرت شب دوم، عدم اشتیاق تماشاگران مشهود بود: چینی‌ها با موسیقی و نورپردازی‌ها به وجد نیامدند و در نیمه‌های مراسم به‌طور کلی تشویق‌ها نیز قطع شد.
ولی کنسرت شانگهای تا حدودی متفاوت بود. ژار با رفتن به میان جمعیت فضا را پرهیجان‌تر کرد و برای اولین بار بر روی صحنه از هارپ لیزری استفاده نمود که تا به امروز به یکی از نمادهای موسیقی ژان میشل ژار تبدیل شده‌است.
پس از بازگشت از سفر چین، ژار یکی از مشهورترین تک آهنگ‌های خود به نام Souvenir of China (سوغات چین) را همراه با کلیپی که لحظه‌های سفرش به این کشور را نشان می‌دهد منتشر کرد. این تک‌آهنگ یکی از شناخته شده‌ترین کارهای ژار است که اکثر اوقات توسط او در کنسرت‌هایش نواخته می‌شود.
آلبوم بعدی ژار، Music for supermarkets نام داشت. قرار بود این آلبوم در هتل Drouout پاریس به مزایده گذاشته شود. اما قبل از شروع حراج، ژار به رادیو لوکزامبورگ اجازه داد که این آلبوم را به‌طور کامل پخش کند. سرانجام تنها نسخه وینیل این آلبوم به قیمت ۶۹ هزار فرانک به فروش رسید و آن را تبدیل به گران‌ترین آلبوم فروخته شده در فرانسه کرد. ژار نیز قسم خورد که نسخه نوار این آلبوم را در حضور یک ناظر نابود کند.
اما با وجودی که او کپی این آلبوم را نابود کرد، از ملودی آن در ساخت آلبوم بعدی‌اش Zoolook(۱۹۸۴) استفاده نمود. در این آلبوم از سینت سایزرهای آنالوگ همراه با وکال استفاده شده. در آهنگ‌های Zoolook، از کلمات و عبارات به زبان‌های مختلف از سرتاسر دنیا استفاده شده‌است. این آلبوم کمتر از سایر کارهای ژار فروش کرد و تنها به رتبه ۴۷ جدول فروش موسیقی بریتانیا راه یافت.
در سال ۱۹۸۵، رئیس موسیقی اپرای بزرگ هیوستون از ژار برای اجرای برنامه‌ای در خصوص ۱۵۰ مین سالگرد تأسیس شهر هیوستون و ایالت تگزاس دعوت به عمل آورد. در این زمان وی مشغول انجام چند پروژه دیگر بود و تمایلی نیز برای اجرای این برنامه نداشت. اما پس از سفر به این شهر و مشاهده زیبایی و عظمت افق هیوستون، این پیشنهاد را پذیرفت. آن سال هم چنین بیست و پنجمین سالگرد تأسیس مرکز فضایی جانسون بود و ژان میشل طی قراردادی با ناسا، پذیرفت که این رویداد را نیز در کنسرتش بگنجاند.

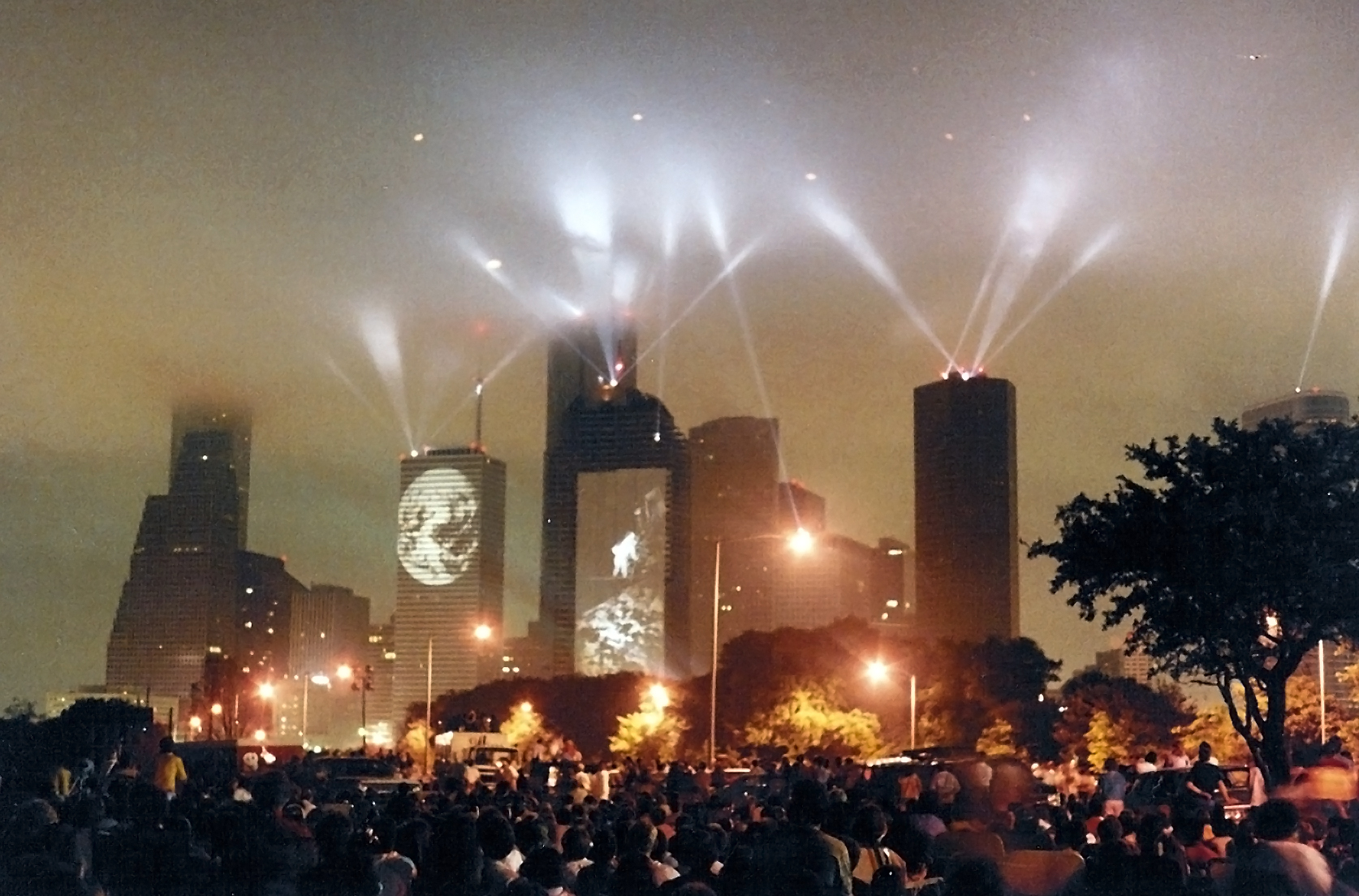
کنسرت ژار در هیوستون، ۵ آوریل ۱۹۸۶

پیداش آلبوم Rendez-Vouz (به معنی قرار ملاقات-۱۹۸۶) در طی دو ماه صورت گرفت و بعضی از آهنگ‌های آن، همانند آلبوم قبلی Zoolook، از آلبوم Music for supermarkets الهام گرفته بود. در این آلبوم از انواع شیپورها، ترومبون و ویولون‌های فرانسوی استفاده شده و استایلی باروک نیز در شکل آهنگ‌های آن دیده می‌شود. در ترک Third Rendez-Vouz که ژار در کنسرت‌هایش آن را به وسیله هارپ لیزری می‌نوازد، نیز از سینت سایرز آنالوگ Elka Synthex استفاده شده‌است. یکی از ویژگی‌های جذاب کنسرت شهر هیوستون، دعوت از فضانوردان اهالی این شهر به عنوان اعضای ارکستر موسیقی ژار بود: افرادی چون بروس مک کندلس و رونالد مک نیر که قبلاً موسیقی جاز می‌نواخت. قرار بود مک نیر قطعه سولو ساکسوفون ترک Rendez-Vous VI را در فضا بنوازد. همچنین، ژار قصد داشت در طی یک ارتباط زنده با مک نیر در کنسرت شهر هیوستون، این آهنگ را به‌طور کامل اجرا نماید. اما این اتفاق هیچ‌گاه رخ نداد. بدین خاطر که فضاپیمای حامل این فضانورد در ۲۸ ژانویه همان سال، چند ماه قبل از کنسرت دچار حادثه گشت و تمامی سرنشینانش جان خود را از دست دادند.
در پی وقوع این حادثه، مقامات تصمیم گرفتند کنسرت ژار را لغو کنند. اما وی نپذیرفت و این برنامه را به عنوان یادبود و پیشکشی به سرنشینان فضاپیمای حادثه دیده معرفی کرد. ترک last Rendez-Vouz توسط کرک والوم ضبط شد و نام جایگزین «Ron’s Piece- قطعه ران» را بر خود گرفت.
به خاطر دارم تنها چند لحظه قبل از پرواز، ران با من که در پاریس بودم تماس گرفت و گفت: «همه چی درسته … یه هفته دیگه می‌بینمت … در تلویزیون منو موقع بلندشدن از زمین ببین …» همواره یاد چهره و لبخند ران در قلبم باقی است.
بالاخره در شامگاه ۵ آوریل ۱۹۸۶ شهر هیوستون میزبان ژان میشل ژار گشت. عنوان کنسرت نیز «Rendez-vous Houston: A City in Concert» (شهری در کنسرت) بود. حدود دو هزار پروژکتور تصاویر مختلفی را بر روی ساختمان‌های شهر نشان می‌دادند و تصاویری به طول ۳۷۰ متر بر روی آسمان خراش‌های هیوستون دیده می‌شد. همچنین آتش‌بازی‌ها و نمایش‌های لیزری فراوان چهره تمام شهر را نورانی کرده بود. در این کنسرت بیش از یک و نیم میلیون نفر تماشاگر شرکت داشتند که باعث شدند ژار رکورد قبلی خود در گینس را بشکند و بار دیگر نامش در کتاب رکوردها ثبت گردد. این برنامه و نمایش آتش‌بازی همراه آن به قدری تأثیربرانگیز بود که یک بزرگراه نزدیک محل برگزاری کنسرت در تمام مدت پخش آن، به دلیل توقف ماشین‌ها بسته شده بود. «قطعه ران» نیز توسط کرک والوم اجرا شد.
چند ماه بعد، حدود هشتصد هزار نفر شاهد اجرای کنسرت ژار در شهر لیون به مناسبت ورود پاپ ژان پل دوم بودند. پاپ این کنسرت را از ساختمان کلیسای جامع لیون تماشا کرد.

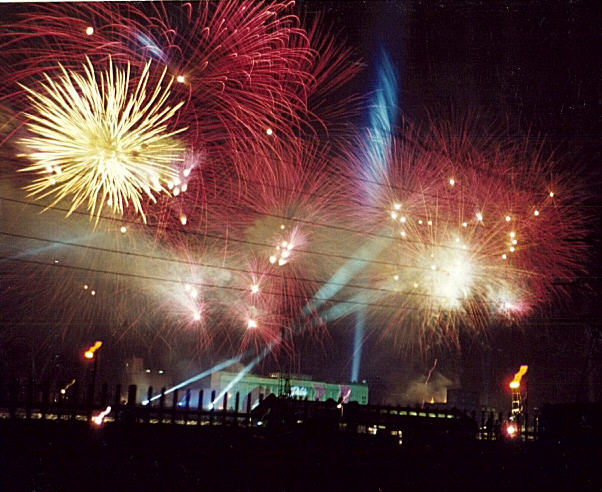
آتش‌بازی کنسرت ژار در انگلستان

در سال ۱۹۸۸ ژار ششمین آلبوم استودیویی خود به نام Revolutions را منتشر نمود. این آلبوم حاوی سبک‌های متفاوتی است و از موسیقی عربی و شرقی نیز در آن استفاده شده‌است. از روی ترک ششم این آلبوم به نام Revolutions نماهنگی ساخته شد که اجرای این آهنگ را در کنسرت داکلند وی در انگلستان نشان می‌دهد و در لابلای پخش تصاویر کنسرت، تصاویری از انقلاب‌های سرتاسر دنیا به خصوص انقلاب ۵۷ ایران دیده می‌شود. در این آهنگ، ژار که برای اولین بار به عنوان ووکال در آهنگ‌هایش حاضر شده‌است، با استفاده از کلماتی کلیدی و ساده، به بیان برآورده نشدن خواسته‌های مردم از یک انقلاب و تفاوت شرایط قبل و بعد از انقلاب می‌پردازد.
در سال ۱۹۸۸ ژار کنسرت خود را در داکلند انگلستان اجرا کرد. این کنسرت همراه با مشکلات بسیار زیادی بود.

### دهه۹۰ میلادی
در سال ۱۹۹۰ ژار با الهام از فعالیت‌های اقیانوس شناس و پژوهشگر فرانسوی، ژاک ایف کوستو، آلبوم Waiting for Cousteau را منتشر ساخت. چندی بعد در روز باستیل، کنسرتی را در میدان لا دفانس پاریس برگزار نمود که این کنسرت نیز بار دیگر رکورد جهانی قبلی خود او را شکست. حدود دو میلیون نفر بازدیدکننده این برنامه بودند. یک سال بعد، ژار تصمیم داشت کنسرتی را در روز خورشیدگرفتگی ۱۱ ژوئیه در جوار اهرام تئوتیهواکان مکزیک برگزار نماید که هیچ‌گاه به سرانجام نرسید: تجهیزات لازم به موقع به مکزیک نرسیدند و کشتی‌ای که وسایل مورد نیاز برای درست کردن صحنه هرم مانند اجرای برنامه را حمل می‌کرد در اقیانوس غرق شد.
در سال ۱۹۹۱ آلبوم Images-the best of Jean Michel Jarre را منتشر کرد. این آلبوم شامل تعدادی از بهترین کارهای وی و سه ترک جدید است.
در سال ۱۹۹۳، ژار آلبوم Chronologie (تلفظ کرونولوژی به معنای گاه‌نگاری) را روانه بازار ساخت. این آلبوم اولین اثر ژان میشل ژار است که با الهام از موسیقی تکنو ساخته شده‌است و با تکیه بر همان نگاه موسیقایی به کار گرفته شده در آلبوم‌های اکسیژن و اکینو ضبط گردیده‌است. در این آلبوم استفاده از ابزار آلات جدید موسیقی شامل Roland JD-۸۰۰ و Kurzweil-k۲۰۰۰ در کنار ابزار قبلی دیده می‌شود. پس از انتشار این آلبوم، وی نخستین تور بزرگ جهانی خویش را آغاز کرد. ژار در مورد این آلبوم می‌گوید:
کاری که برای ساخت کرونولوژی انجام دادم شبیه ساخت اکسیژن بود. من از سینت سایزرهای قدیمی دهه ۷۰ مثل سینت سایزر Moog در کنار دستگاه‌های دیجیتال و کمی موسیقی دنس دهه ۹۰ استفاده کردم. در حقیقت، کرونولوژی مخلوطی از موسیقی دهه ۹۰ و دهه ۷۰ است.
کمی بعد از انتشار این آلبوم، ژار سری کنسرت‌های Europe in concert (اروپا در کنسرت) را در شهرهایی چون: لوزان، مونت سنت میشل، لندن، منچستر، بارسلونا، سویا و کاخ ورسای در نزدیکی پاریس اجرا نمود. این برنامه‌ها همچون قبل شامل نورپردازی، آتش‌بازی و تصویرسازی به وسیلهٔ لیزر بودند. در ادامه این تور در ۱۱ مارس ۱۹۹۴، ژار کنسرتی را در هنگ کنگ به مناسبت افتتاح استادیوم جدید این شهر برپا کرد.

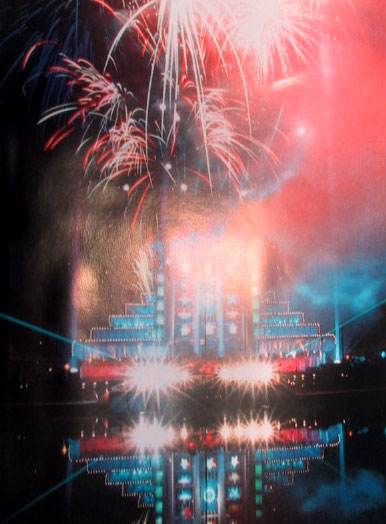
کنسرت ژار در بروکسل سال ۱۹۹۳

در سال ۱۹۹۵ در روز باستیل، ژار کنسرتی را به مناسبت پنجاهمین سالروز افتتاح یونسکو در مقابل برج ایفل برگزار کرد.
(گفتنی است ژان میشل ژار از تاریخ ۲۴ می۱۹۹۳ تاکنون سفیر حسن نیت یونسکو در زمینه‌های محافظت از محیط زیست (آب، بیابان زدایی، انرژی‌های تجدیدپذیر)، جوانان و شکیبایی و نگهداری از میراث جهانی یونسکو می‌باشد.) این برنامه باز هم همراه با آتش‌بازی‌ها و نورپردازی بسیار ویژه برای برج ایفل بود. ژار همچنین در همان سال آلبوم JarreMix را منتشر کرد که شامل تعدادی از مهم‌ترین آثارش است.)
در سال ۱۹۹۷، در حالی که بیش از بیست سال از انتشار آلبوم اکسیژن می‌گذشت ژار سری دوم آهنگ‌های اکسیژن را با نام آلبوم اکسیژن ۷–۱۳ ضبط کرد. وی در این اثر پس از اینکه مدت‌ها با وسایل دیجیتال موسیقی کار می‌کرد بار دیگر به سمت سینت سایزرهای آنالوگ خود در دهه ۷۰ بازگشت. او این آلبوم را به پیر شفر، استاد خود در گروه GRM که در سال ۱۹۹۵ درگذشته بود تقدیم کرد.
در ۶ سپتامبر ۱۹۹۷، ژار کنسرت بزرگی را در دانشگاه دولتی مسکو به مناسبت ۸۵۰ مین سالگرد تأسیس این شهر برگزار کرد. بار دیگر آسمان و خود شهر مسکو همچون مکان‌های قبلی برگزاری کنسرت‌های ژار صحنه‌ای برای تماشای نورپردازی و آتش‌بازی‌های فراوان و نمایش‌های لیزری شده بود. این روز هم‌زمان با تدفین پرنسس دایانا شده بود. از این رو ژار آهنگ مشهور Souvenir Of China (سوغات چین) خود را به او تقدیم کرد و جمعیت حاضر لحظاتی را به یاد دایانا سکوت کردند. گفتنی است حدود ۳٫۵ میلیون نفر این کنسرت را تماشا می‌کردند. همچنین در این کنسرت فیلمی از فضانوردان حاضر در ایستگاه فضایی میر برای تماشاگران پخش شد و آن‌ها از کنسرت ژار تشکر کرده و گفتند: موسیقی ژان میشل ژار موسیقی ماست.
در ۳۱ دسامبر ۱۹۹۹، ژار یک کنسرت سه ساعته را با عنوان «دوازده رؤیای خورشید» در مصر نزدیکی جیزه برگزار نمود. این کنسرت در واقع جشنی به مناسبت شروع هزاره جدید بود و نگاهی به آلبوم بعدی ژار Metamorphoses به معنی دگرگونی‌ها نیز داشت. ژار و گروهش برای این برنامه پروژکتورهای عظیمی را برای نورپردازی بر اهرام مصر در نظر گرفته بود اما مه غلیظ آن شب بیشتر برنامه‌های آنان را دچار مشکل کرد. در این کنسرت بیش از هزار هنرمند محلی گروه ژان میشل را همراهی می‌کردند. مراسم بیش از نه و نیم میلیون دلار هزینه برداشت. ژار در این کنسرت اظهار داشت:
امیدوارم هزاره جدید شاهد آگاهی جهانی باشد.

### دهه اول قرن بیست و یک
در سال ۲۰۰۰ ژار آلبوم Metamorphoses (به معنی دگرگونی‌ها) را که اولین اثرش همراه با خواننده بود، منتشر ساخت. این آلبوم ساختاری تکنو دارد و با سایر آلبوم‌های ژار کاملاً متفاوت است. به عنوان مثال در ترک "tout est bleu”(به معنی همه چیز آبی است) از صدای نویز تلفن همراه و در Love,love ,love از برنامه Macintalk برای تولید صداهای مختلف استفاده شده‌است. ژار، خود نیز در این آلبوم به عنوان خواننده حضور دارد. در ترک Hey Gagarin که خطاب به فضانورد بزرگ روسی، یوری گاگارین است؛ ژار با افکت از صدای خود به عنوان خواننده استفاده کرده‌است. همچنین در چند آهنگ دیگر نیز صدای ژار، با بیان کلماتی هر چند کوتاه در کنار صدای سایر خوانندگان شنیده می‌شود. لاری اندرسون، ناتاشا اطلس و شارون کر از جمله خوانندگانی هستند که در ساخت این آلبوم با ژار همکاری داشته‌اند. ژار در مورد این اثر می‌گوید:
من آلبوم اکسیژن ۷–۱۳ را دوست داشتم اما می‌دانستم پس از این آلبوم باید یک شروع تازه داشته باشم. باید در زمینه‌ای کار می‌کردم که کاملاً متفاوت باشد. Metamorphoses برای من به منزله یه شروع تازه بود، یک صفحه سفید.
در اول ژانویه ۲۰۰۱، ژار و تتسویا کومورو، موسیقی دان ژاپنی کنسرتی به نام Rendez-Vous in Space (به معنی قرار ملاقات در فضا) را در اکیناوای ژاپن برگزار کردند. این برنامه پیشکشی بود به نویسنده بزرگ انگلیسی آرتور سی. کلارک که از دوستان نزدیک ژار نیز به‌شمار می‌رفت. قبل از اجرای هر آهنگ قسمت‌هایی از یک مصاحبه با این نویسنده نیز در محل برگزاری کنسرت پخش می‌شد. نقطه آغازین کنسرت نیز بر اساس فیلم ۲۰۰۱: a space Odyssey (فیلم نامه از آرتور سی. کلارک) بود. ژار چندی بعد یک کنسرت خیریه را در آکروپولیس یونان اجرا کرد.
در ۶ سپتامبر ۲۰۰۲ ژار یک کنسرت را در دانمارک اجرا نمود که همراه با مشکلات زیادی بود. بارش ۲۲ میلی‌متری باران تماشاگران حاضر در محل کنسرت که یک منطقه مملو از توربین‌های بادی بود را کاملاً خیس کرد. این در حالی بود که برگزار کنندگان مراسم تنها انتظار ۴ میلی‌متر بارش را داشتند! در هر حال این برنامه به منزله یک تغییر در سری کنسرت‌های ژار بود. در این کنسرت ژار تنها با سه تن از اعضای گروه خود و ارکستر سمفونیک آلبورگ دانمارک همراهی می‌شد که این کاهش چشم‌گیری در تعداد نوازنده‌های همراه وی بود.
در سال ۲۰۰۲ آلبوم Sessions۲۰۰۰ منتشر شد. این آلبوم بیشتر در سبک سینت جاز است و از آلبوم‌های قبلی او متمایز است. و نزد منتقدان امتیازات خوبی را کسب کرده‌است. همچنین در سال ۲۰۰۳ ژار آلبوم Geometry of love را منتشر کرد.

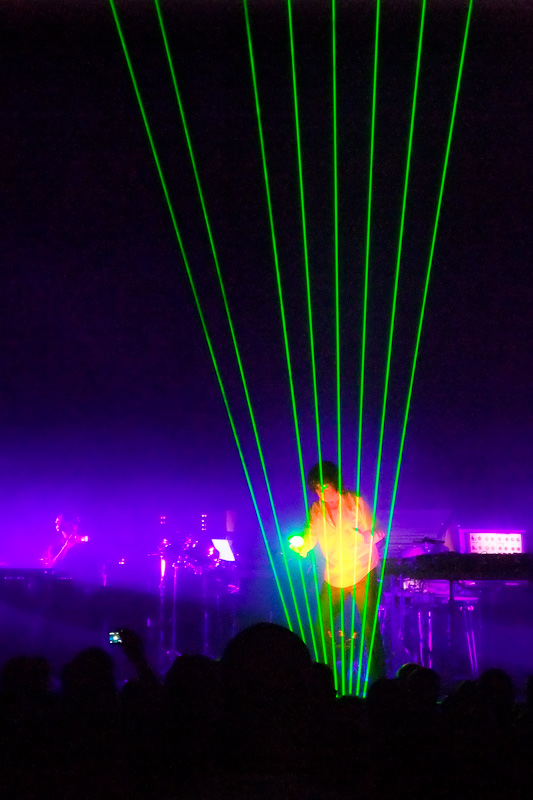
ژار در حال نواختن هارپ لیزری در هلسینکی

در سپتامبر ۲۰۰۴، نخستین آلبوم در جهان که به شیوه فراگیر ۵٫۱ دالبی دیجیتال ضبط شده بود توسط ژان میشل ژار ضبط و روانه بازار گشت. این آلبوم که Aero نام دارد شامل چندی از مهم‌ترین کارهای وی و نیز سه ترک جدید است. همه آهنگ‌های این آلبوم به یکدیگر متصل هستند. همراه این آلبوم یک دی وی دی هم منتشر شد. در تمام مدت پخش این دی وی دی تنها یک جفت چشم (چشمان بازیگر فرانسوی، آنه پاریلاد) دیده می‌شود. به تمام آهنگ‌های این آلبوم گوش داده و در مدت پخش آلبوم از چشمان او فیلم برداری شده‌است. عکس روی کاور آلبوم نیز چشمان ژار را نشان می‌دهد.
در ۱۰ اکتبر سال ۲۰۰۴ ژار بازگشتی دوباره به کشور چین داشت تا به مناسبت «سال فرانسه» در چین (که به منظور مبادلات فرهنگی بین دو کشور چین و فرانسه شکل گرفته بود) دو کنسرت را اجرا نماید. کنسرت اول در منطقه شهر ممنوعه پکن و کنسرت دوم که از نظر زمانی و تعداد نوازنده بسیار محدودتر از اجرای اول بود در میدان تیان‌آنمن پایتخت چین برگزار گشت. این اجرا به صورت زنده در شبکه‌های تلویزیونی چین و نیز درنمایشگرهای مراکز خرید پکن پخش می‌شد. علاوه بر اعضای گروه ژار، ۲۶۰ نفر از نوازندگان و خوانندگان اپرا و کر چینی وی را همراهی می‌کردند. همچنین ۶۰۰ پروژکتور برای نمایش‌های نورپردازی کنسرت به کار گرفته شده بود. علاوه براجرای مشهورترین آهنگ‌های ژار و نیز سه آهنگ جدید او که همراه با آلبوم Aero وی منتشر شده بودند، تعدادی از آهنگ‌های سنتی موسیقی چین نیز در این کنسرت نواخته شد. ژار این کنسرت را در قالب یک بسته شامل دو دی وی دی (ضبط شده در حالت HD و صدای دالبی دیجیتال ۵٫۱) و یک سی دی صوتی آهنگ‌های نواخته شده در کنسرت با عنوان Jarre in China (ژار در چین) منتشر نمود.
در سال ۲۰۰۵ ژار کنسرت بزرگی را در منطقه Solidarnosc لهستان اجرا نمود که بیش از ۱۷۰ هزار نفر تماشاگر داشت و تعداد زیادی از نوازندگان و خوانندگان گروه کر لهستانی او را همراهی می‌کردند. او در این کنسرت آهنگ Acropolis خود را به پاپ ژان پل دوم که به تازگی درگذشته بود تقدیم کرد و پیش از اجرای آهنگ از خاطره دیدارش با پاپ در کنسرت خود در لیون سخن گفت.
ژار به عنوان سفیر حسن نیت یونسکو، کنسرت رایگان Water for life (آب برای زندگی) را در مراکش اجرا کرد.

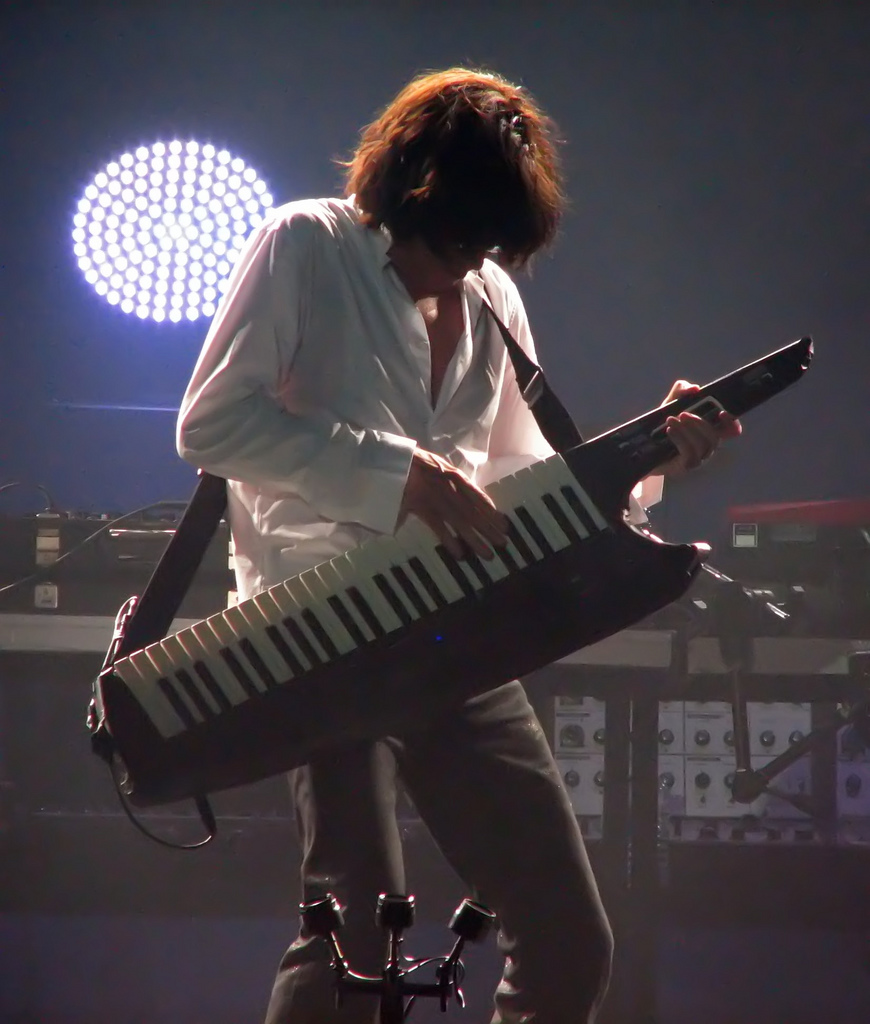

در سال ۲۰۰۷ وی آلبوم Teo& Tea (تئو و تیا) را روانه بازار کرد. عنوان این آلبوم با اشاره به دو شخصیت تخیلی مشابه در دو نقطه متفاوت از جهان است که یکدیگر را می‌یابند و همراه با هم می‌توانند اعمال عجیب و افسانه‌ای گوناگونی را انجام دهند. (کارتونی با عنوان دوقلوهای افسانه‌ای با همین موضوع در تلویزیون دولتی ایران پخش شده‌است) تک آهنگ Teo&Tea همراه با کلیپی انیمیشن دو ماه قبل از انتشار آلبوم در شبکه‌های اجتماعی نظیر یوتیوب، مای اسپیس و شبکه‌های تلویزیونی پخش می‌شد اما نشانی از نام سازنده اثر در هیچ‌یک از این شبکه‌ها نبود. تا اینکه با انتشار این آلبوم مشخص شد این آهنگ از چه کسی بوده‌است. ژار در مورد این آلبوم می‌گوید:
این آلبوم یک اشتباه بزرگ بود. یک اثر گنگ و بی‌معنی. در آن زمان من مشکلات شخصی فراوانی داشتم و سعی می‌کردم با نواختن موسیقی خود را سرگرم کنم؛ و ناگهان این آهنگ‌ها به صورت آلبوم منتشر شدند. من هیچ‌گاه چنین کاری را دوباره تکرار نخواهم کرد.
در نوامبر ۲۰۰۷، به مناسبت سی امین سالگرد انتشار اکسیژن ژار آلبومی را با نامOxygene – new master recording روانه بازار ساخت. این آلبوم شامل یک دی وی دی و یک سی دی است که در دی وی دی تصویری، ژار و سه تن از نوازندگان همراهش را در حال اجرای آهنگ‌های اکسیژن در یک صحنه بدون تماشاگر نشان می‌دهد. ژار در اجرای این آهنگ‌ها از سینت سایزرهای قدیمی خود نیز استفاده کرده‌است. همچنین موومان‌های اصلی به وسیله سه آهنگ به نام Vibration به یکدیگر متصل شده‌اند. دی وی دی این کنسرت بدون تماشاگر به صورت سه بعدی هم موجود است.
در سال ۲۰۰۹ ژار کارگردان هنری World Sky Race شد. هدف این برنامه که از سوی سازمان یونسکو طرح‌ریزی شده‌است ارتقای حفاظت از محیط زیست و استفاده از کشتی‌های هوایی پرشده از گازهای سبک‌تر از هوا برای کاهش آلودگی و فشار هوای ناشی از نقل و انتقالات هوایی است. همچنین در این سال، وی سفیر حسن نیت یونسکو به مناسبت سال جهانی ستاره‌شناسی شد.

### دهه دوم قرن بیست و یک
در یک مه۲۰۱۰ ژار مرحله دوم از تور ۲۰۰۹–۲۰۱۰ خود را آغاز نمود. همچنین چندی بعد در تاریخ ۳۰ مه۲۰۱۱ آلبومی را با نام Essentials &Rarities منتشر نمود که شامل دو سی دی است. سی دی اول شامل مشهورترین آثار و سی دی دوم شامل کارهای او قبل از اکسیژن است.
در یک ژوئیه ۲۰۱۱ کنسرت بزرگی را در موناکو به مناسبت ازدواج سلطنتی شاهزاده آلبرت دوم و همسرش شارلین برگزار کرد.

## تکنولوژی ژار
در سال ۲۰۰۵ مؤسسه تحقیقاتی تکنولوژی ژار با هدف به کار بستن چند دهه فعالیت‌ها و تحقیقات ژان میشل ژار در زمینه صوت و تصویر و استفاده از آن در محصولات صوتی خانگی تأسیس شد. یکی از مشهورترین تولیدات این مؤسسه، یک سیستم صوتی کوچک است که قابلیت پخش صدا با بهترین کیفیت را دارد و به انواع لپ‌تاپ، ام پی تری پلیر و … و نوعی از گوشی‌های همراه متصل می‌شود.

## زندگی شخصی

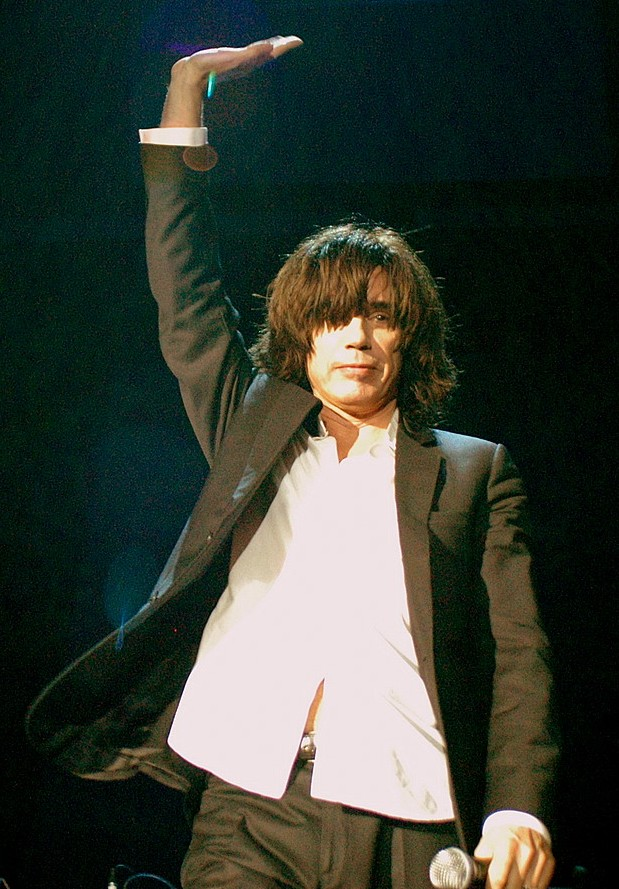
ژار در میلان- سال ۲۰۰۸

ژار از ابتدای فعالیتش و ساخت آلبوم Les Granges Blues تا به امروز همواره از دور بودن از پدرش موریس ژار و اینکه رابطه نزدیکی با وی نداشته ابراز نارضایتی می‌کرده‌است. وی در مصاحبه‌ای با روزنامه Independent انگلستان در سال ۲۰۰۴ گفته‌است:
من و پدرم هیچ‌گاه به یک رابطه واقعی با یکدیگر نرسیدیم. ما شاید در کل ۲۰ تا ۲۵ بار یکدیگر را ملاقات کرده باشیم. وقتی به سن من باشی و بتوانی تعداد دفعاتی که پدرت را دیده‌ای بشماری … وقتی یکی از والدینت می‌میرد تو غمگین می‌شوی اما حس غیابش خیلی سخت است و برای من مدت زیادی طول کشید تا توانستم با آن کنار بیایم.
همچنین وی در مصاحبه با مجله London Evening Standard در سال ۲۰۱۰ گفت:
پدرم برای من دو بار فوت کرد. یک بار هنگامی که من و مادرم را ترک کرد و یک بار هنگامی به راستی درگذشت.
اما ژار همواره از رابطه خوبش با مادرش یاد می‌کرد و از علاقه فراوانش به وی سخن می‌گفت. او در ادامه مصاحبه‌اش با Evening Standard گفته: او همواره سعی می‌کرد جای خالی پدرم را برای من پر کند گرچه کار خیلی سختی بود.
اما با همه این نارضایتی‌ها، ژار در سال ۲۰۰۹ در مصاحبه اش با شبکه بی‌بی‌سی پس از فوت موریس ژار، از توانایی‌های ویژه وی در ساخت موسیقی فیلم صحبت کرد و گفت که تورهای آینده‌اش را با این هدف آغاز می‌کند که نام او را به گوش همه مردم جهان برساند.
ژار دو فرزند به نام‌های امیلی شارلوت متولد۱۹۷۵ و دیوید متولد۱۹۷۷ دارد. همچنین سرپرستی سه فرد دیگر را نیز قبول کرده‌است.

## جوایز و افتخارات
- ۱۹۷۶-مرد سال مجله People
- ۱۹۷۹- ثبت رکورد در رکوردهای جهانی گینس به دلیل برگزاری بزرگ‌ترین کنسرت در میدان کنکورد
- ۱۹۸۱-عضو افتخاری کنسرواتور موسیقی پکن
- ۱۹۸۵ و ۱۹۸۶- آلبوم بی کلام سال توسط Victoires de la musique برای آلبوم‌های Zoolook و Rendez-Vouz
- ۱۹۸۷- ثبت رکورد در رکوردهای جهانی گینس به دلیل برگزاری بزرگ‌ترین کنسرت Rendez-Vous Houston
- ۱۹۸۷- مرد سال موسیقی اروپا توسط مجله People
- ۱۹۹۰-ثبت رکورد در رکوردهای جهانی گینس به دلیل برگزاری بزرگ‌ترین کنسرت Paris La Defanse
- ۱۹۹۳- سفیر حسن نیت یونسکو
- ۱۹۹۵- کسب نشان شوالیه لژیون دونور از دولت فرانسه
- ۱۹۹۷- ثبت رکورد در رکوردهای جهانی گینس به دلیل برگزاری بزرگ‌ترین کنسرت با سه و نیم میلیون تماشاگر در مسکو
- ۱۹۹۸- جایزه پلاتینیوم IFPI
- ۲۰۰۵-جایزه مرد سال گدانسک
- ۲۰۰۶- دریافت جایزه تلویزیون لهستان برای اجرای کنسرتSolidarnosc
- ۲۰۰۸- کسب دکترای افتخاری از دانشگاه مندلیف روسیه
- ۲۰۱۰- دریافت جایزه یک عمر فعالیت توسط مجله MOJO
- ۲۰۱۱- کسب نشان افسر لژیون دونور از دولت فرانسه

همچنین به پاسداشت فعالیت‌های هنری ژان میشل ژار و استفاده از ابزارآلات الکترونیک، یک سیارک که در سال ۱۹۴۲ کشف شد به نام Jarre4422 نام‌گذاری شده‌است.